# Gaylussacia cinerea
Gaylussacia cinerea är en ljungväxtart som beskrevs av Paul Hermann Wilhelm Taubert. Gaylussacia cinerea ingår i släktet Gaylussacia och familjen ljungväxter. Inga underarter finns listade i Catalogue of Life.